# Sacrificios humanos en la América precolombina

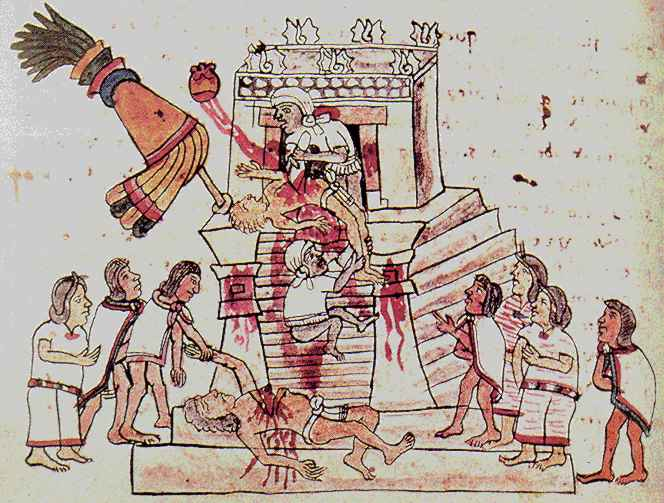
Sacrificios humanos mostrados en el Códice Magliabechiano.

El sacrificio humano en el mundo precolombino fue una práctica religiosa que se realizaba en el contexto de ciertos cultos de los pueblos indígenas de América. Esta práctica fue prohibida por los españoles a los pocos años de arribo a América. Gran diversidad de documentos y relatos son corroborados con abundante evidencia arqueológica e histórica dando cuenta de ello. La arqueología desde el siglo XX da clara muestra de su extendida práctica en Mesoamérica, donde el sacrificio humano solía incluir el de niños de incluso 3 años de edad.

## Fuentes principales

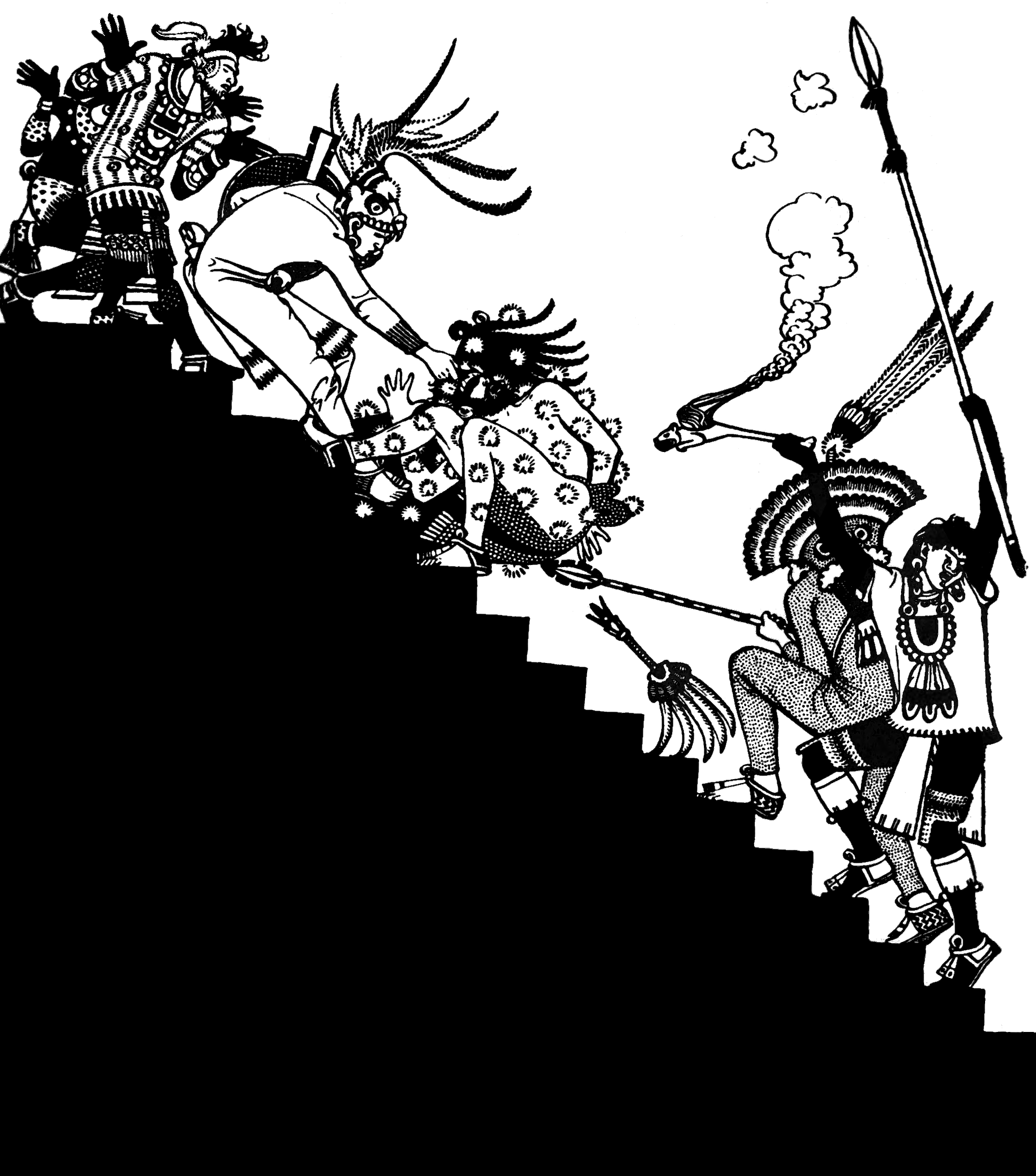
Representación ilustrativa de sacerdotes y un cautivo español de la expedición de Hernán Cortés a punto de ser sacrificado, este se encuentra despojado de su vestimenta, vestido solo con un maxtlatl, sandalias y tiene pintado y adornado su cuerpo para ser sacrificado. Ilustración del libro The conquest of México de William H. Prescott, 1796-1859.

### Sacrificios olmecas

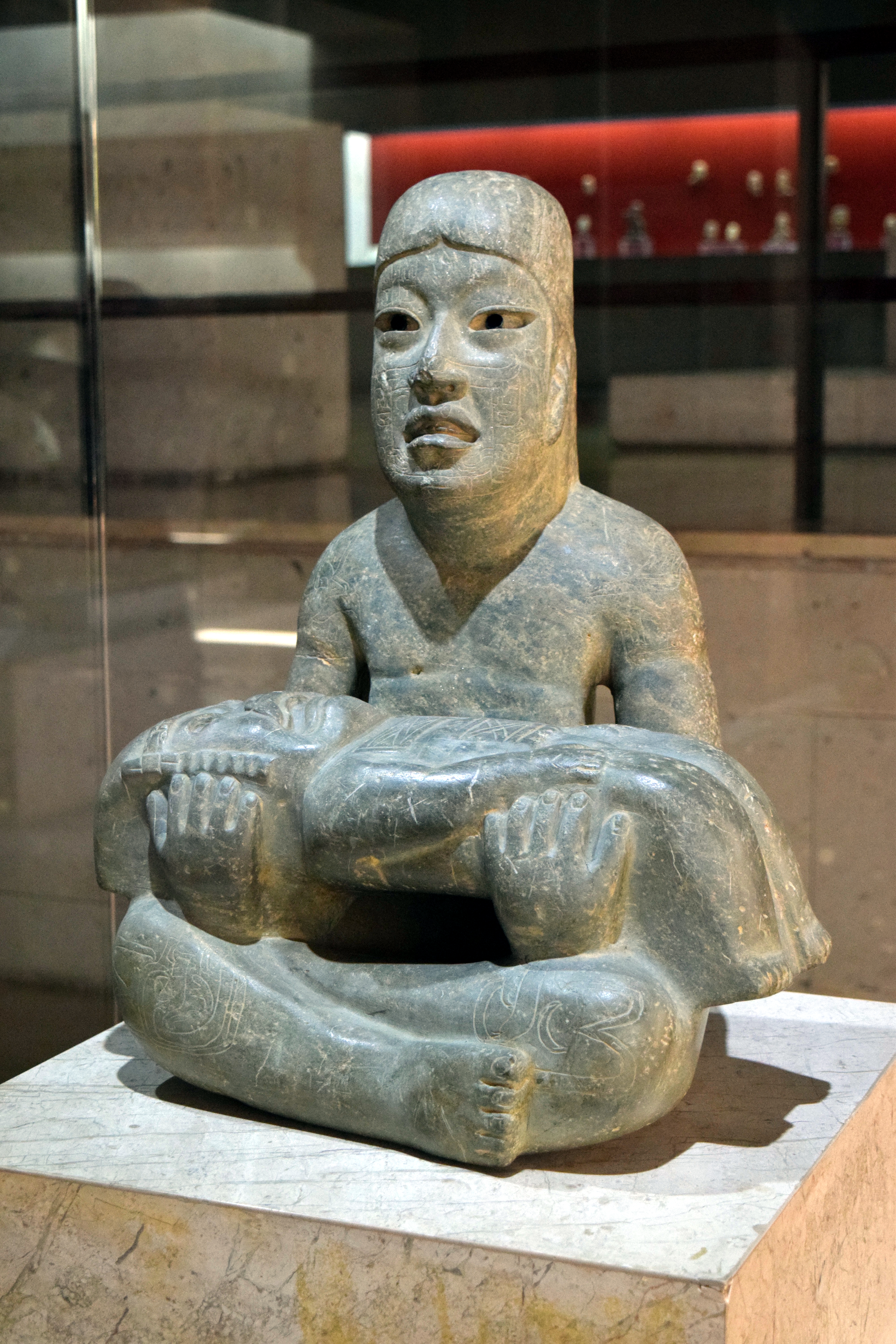
El Señor de Las Limas.

### Sacrificios toltecas

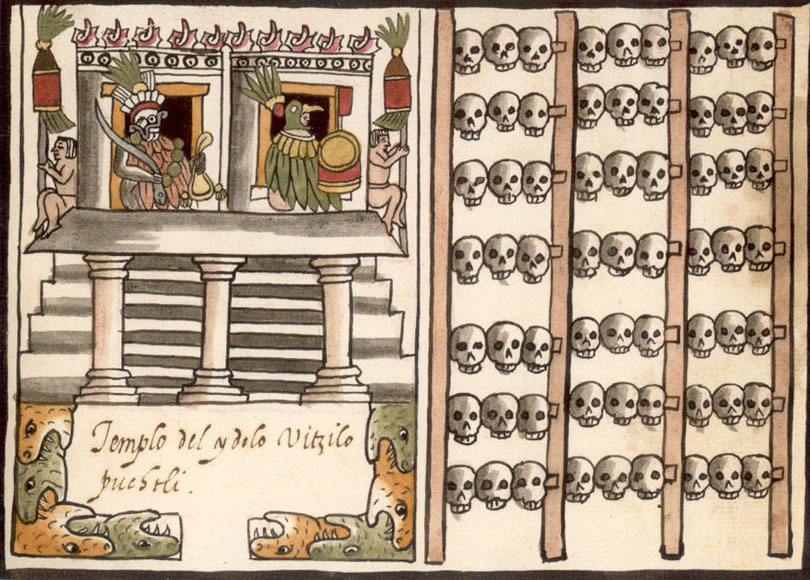
Tzompantli asociado al Templo Mayor, Códice Ramírez.

### Sacrificios aztecas (mexicas)

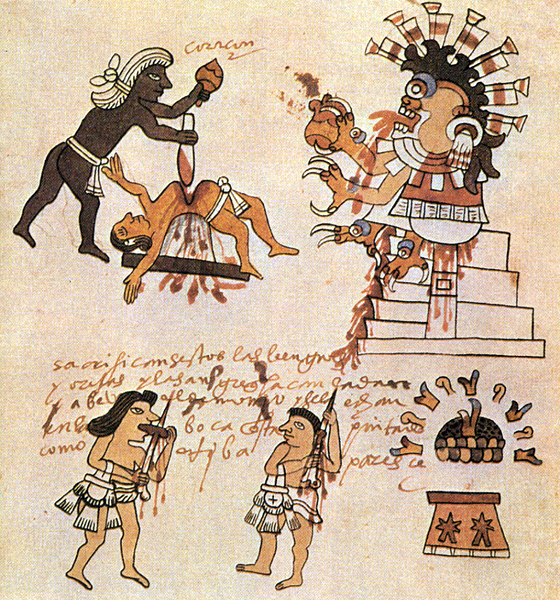
Códice Tudela.

### Sacrificio en los juegos

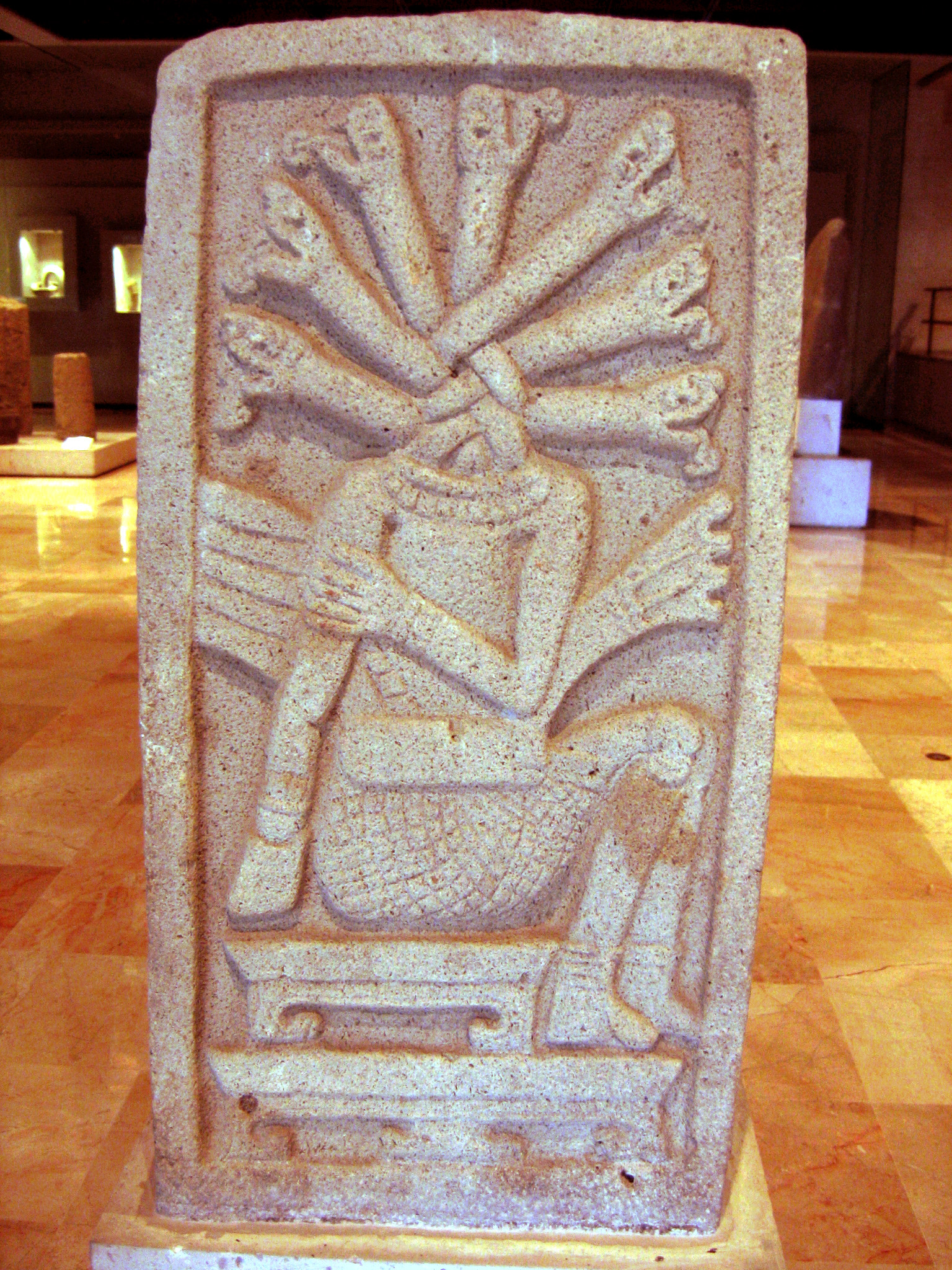
Las serpientes de la Lápida de Aparicio (250-900 d. C.) provienen de El Tajín. Representan los chorros de sangre de una víctima decapitada. Museo de Antropología de Xalapa.

### Sacrificios incas

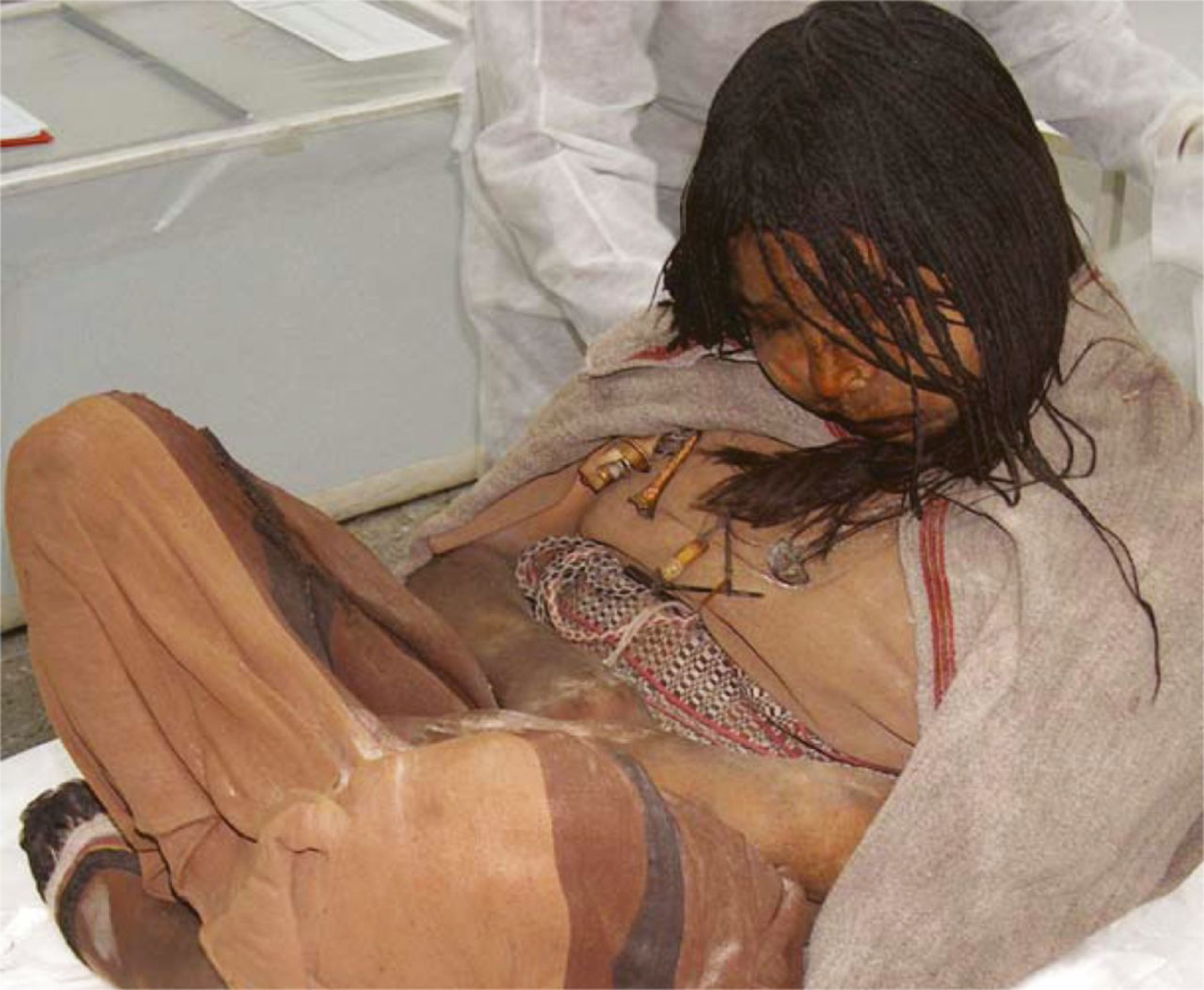
Momias de Llullaillaco. Sacrificio inca realizado en la cima del volcán Llullaillaco a 6739 m sobre el nivel del mar (22 109 pies), en la provincia de Salta (Argentina).